# Bogdan Aurescu
Bogdan Lucian Aurescu (Boekarest, 9 september 1973) is een Roemeense diplomaat en politicus. Tweemaal diende hij als minister van Buitenlandse Zaken in de Roemeense regering: van 2014 tot 2015 en van 2019 tot 2023.

## Biografie
Tussen 2004 en 2009 was Aurescu hoofd van de Roemeense vertegenwoordiging bij de rechtszaak met Oekraïne over de grenzen in de Zwarte Zee. De zaak werd voor het Internationaal Gerechtshof uitgevochten. Vervolgens was hij tussen 2009 en 2014 staatssecretaris van Buitenlandse Zaken.
Tussen november 2014 en november 2015 was Aurescu minister van Buitenlandse Zaken in het kabinet van Victor Ponta. In november 2019 keerde hij in deze functie terug en diende vanaf toen onder de premierschappen van Ludovic Orban, Florin Cîțu en Nicolae Ciucă. In juni 2023 werd zijn ministerschap overgenomen door Luminița Odobescu.